# Frank Parks
Francis George „Frank” Parks (ur. 11 marca 1875 w Londynie, zm. 22 maja 1945 tamże) – brytyjski bokser kategorii ciężkiej. W 1908 roku na letnich igrzyskach olimpijskich w Londynie zdobył brązowy medal w kategorii ciężkiej.